# Cursillos de Cristiandad
Il Movimento dei "Cursillos de Cristiandad" o "di Cristianità" è un movimento ecclesiale cattolico internazionale.
Cursillo significa in spagnolo "piccolo corso", e normalmente dura tre giorni; in esso viene presentato ciò che è fondamentale nel cristianesimo, e cioè Cristo, la Chiesa, la vita in grazia. Tale presentazione viene fatta non soltanto in modo dottrinale, ma soprattutto attraverso la narrazione di "esperienze di vita" ("vivenze") che vogliono essere esempio e stimolare a condurre una vita secondo i dettami del cristianesimo, condotta dalla singola persona ("vivenza") in un contesto comunitario ("convivenza").
I Cursillos sono riconosciuti come rispondenti pienamente ai criteri di ecclesialità indicati nell'esortazione apostolica Christifideles laici (n. 30).

## Storia
Il primo Cursillo si svolse a Cala Figuera, vicino a Palma di Maiorca, in Spagna il 20 agosto 1944 dopo un lungo periodo di preparazione. Eduardo Bonnin fu il fondatore del movimento. Egli ha sempre proclamato che:
In Italia il primo Cursillo si tenne a Fermo nel 1963.

## Finalità
I Cursillos si inseriscono in particolare nella pastorale profetica della Chiesa, configurandosi essenzialmente come Movimento di evangelizzazione. In modo specifico i Cursillos si collocano nella pastorale kerygmatica", ossia del "primo annuncio" rivolto ai tanti "lontani" del nostro tempo.
Attraverso le persone convertite e innamorate di Cristo, il movimento vuole portare il Vangelo negli ambienti per "fermentarli" in senso cristiano.
Su questa base il movimento si pone al servizio della pastorale diocesana e parrocchiale, aiutandola a superare il rischio di ridursi a semplice pastorale di conservazione. Il movimento, in particolare, abbraccia la pastorale d'ambiente, operando non tanto "all'ombra del campanile", quanto piuttosto nei luoghi in cui gli uomini conducono la loro vita ordinaria. Secondo Eduardo Bonnin:

## Influenze ecclesiali
Kiko Argüello, nel fondare il Cammino neocatecumenale, ne imitò l'annuncio kerygmatico.
Il Rinnovamento carismatico cattolico nacque nel 1967 presso alcuni studenti dell'Università Cattolica di Duquesne che provenivano dall'esperienza dei Cursillos.